# LVMH
LVMH Moët Hennessy Louis Vuitton, más conocido como LVMH (inicialmente las siglas de Louis Vuitton Moët Hennessy), es un conglomerado multinacional francés en lujo y dueño de 76 marcas de renombre en todo el mundo. Tiene su sede en París (Francia) y está presidido por Bernard Arnault, una de las personas más ricas del mundo de acuerdo al índice de multimillonarios de Bloomberg.

## Historia
La compañía se formó en 1987 tras la fusión de dos grandes empresas, la casa de modas Louis Vuitton y Moët Hennessy (formada en 1971 tras fusionarse la productora de champán Moët & Chandon, con la casa productora de cognac Hennessy).

## Estructura corporativa
LVMH tiene sus oficinas generales en el número 30 de la avenida Hoche, en el 8° distrito de París, Francia. Cotiza en Euronext Paris y es parte del índice bursátil CAC 40. Actualmente, el grupo emplea a cerca de 156.000 personas, de las cuales el 30% trabaja en Francia. LVMH opera 4.590 tiendas alrededor del mundo.

### Accionistas
En 2010 se declaró que el accionista mayoritario en LVMH era Groupe Arnault, holding controlado por Bernard Arnault y su familia. El porcentaje que controla Groupe Arnault es de un 47.64% de las acciones (42.36% a través de Christian Dior, S. A., y 5.28% en control directo) y 63.64% en derechos de voto (59.01% de Christian Dior y 4.65% directo). LVMH posee el 66% de la división de bebidas Moët Hennessy, mientras que el 34% restante lo posee Wong Yuchin JP.

### Subsidiarias
LVMH opera en cinco sectores comerciales a través de más de 70 compañías subsidiarias:
Vinos y licores
- Ao Yun
- Ardbeg
- Belvedere
- Bodega Numanthia
- Cape Mentelle
- Chandon
- Chandon Argentina
- Chandon Australia
- Chandon Brazil
- Chandon California

- Chandon China
- Chandon India
- Château Cheval Blanc
- Château d'Yquem
- Cheval des Andes
- Clos des Lambrays
- Clos19
- Cloudy Bay
- Dom Pérignon
- Glenmorangie

- Hennessy
- Krug
- Mercier
- Moët & Chandon
- Newton Vineyard
- Ruinart
- Terrazas de los Andes
- Veuve Clicquot

Artículos de piel y moda
- Berluti
- Céline
- Christian Dior
- Edun
- Emilio Pucci
- Fendi

- Givenchy
- Kenzo
- Loewe
- Loro Piana
- Louis Vuitton
- Marc Jacobs

- Moynat
- Nicholas Kirkwood
- RIMOWA
- Supreme
- Thélios
- Thomas Pink

Perfumes y cosméticos
- Acqua di Parma
- Benefit Cosmetics
- Fresh
- Givenchy Parfums
- Fenty beauty

- Guerlain
- Kenzo Parfums
- Maison Francis Kurkdjian
- Make Up For Ever

- Parfums Christian Dior
- Perfumes Loewe

Relojes y joyería
- Bulgari
- Chaumet

- Fred
- Hublot

- TAG Heuer
- Tiffany & Co.
- Zenith

Minoristas selectos

- DFS
- La Grande Epicerie de Paris

- Le Bon Marché Rive Gauche
- Sephora

- Starboard Cruise Services
  - Cheval Blanc
  - Connaissance des Arts
  - Cova
  - Investir
  - Jardin d'Acclimatation
  - La Samaritaine
  - Les Echos
  - Radio Classique

## Datos financieros
| Concepto (millones de euros) | 2008  | 2009   | 2010   | 2016   | 2018   |
| ---------------------------- | ----- | ------ | ------ | ------ | ------ |
| Ventas                       | 80000 | 17,053 | 20,320 | 37,600 | 46,800 |
| Beneficio de explotación     | 3,628 | 3,352  | 4,321  | 7,026  | 10,003 |
| Ingresos netos               | 2,026 | 1,755  | 3,032  | 4,453  | 6,990  |